# حقل نفط

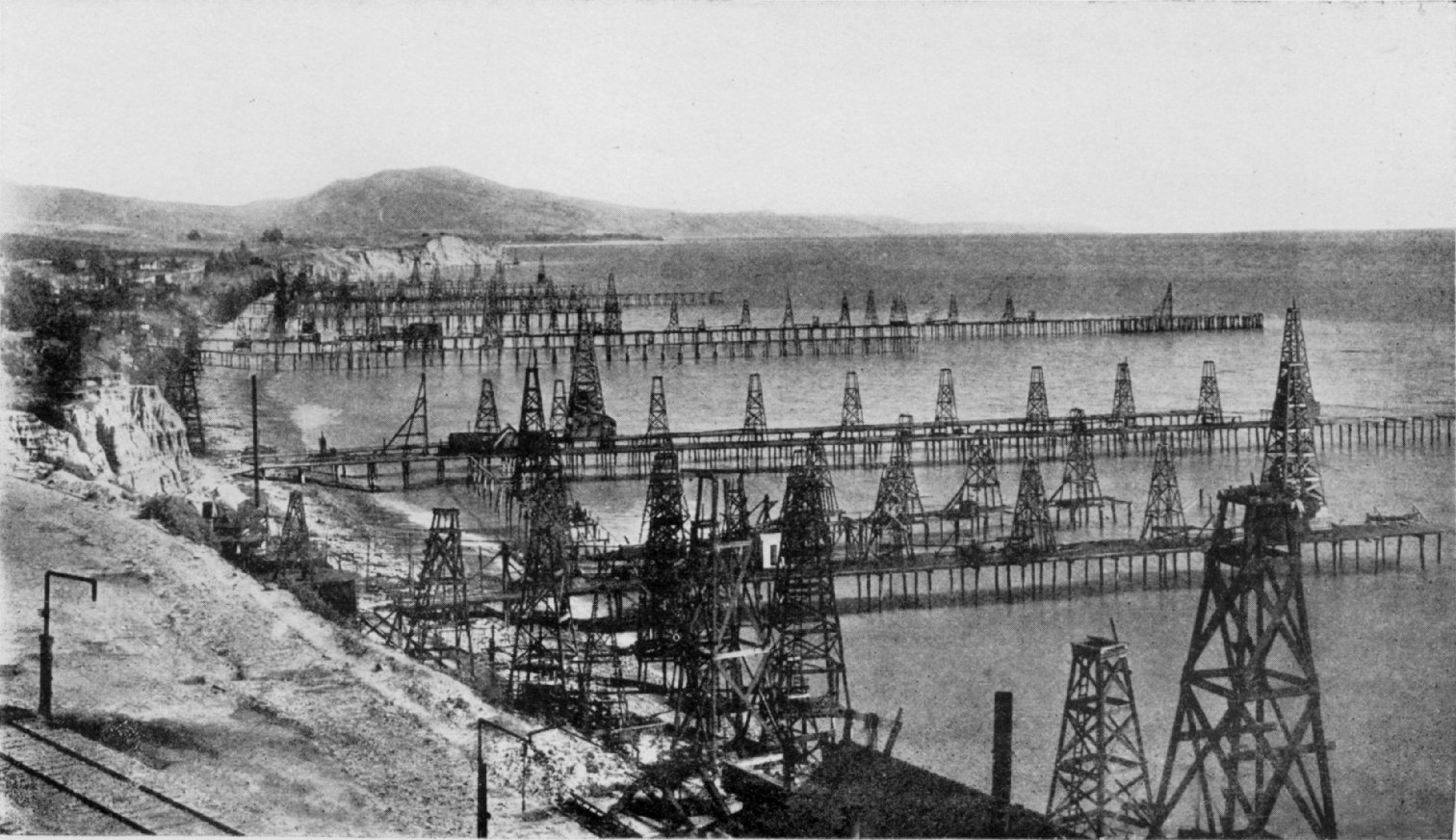
حقل نفط وعليه أبراج الاستخراج. سانتا باربارا، كاليفورنيا عام 1906.

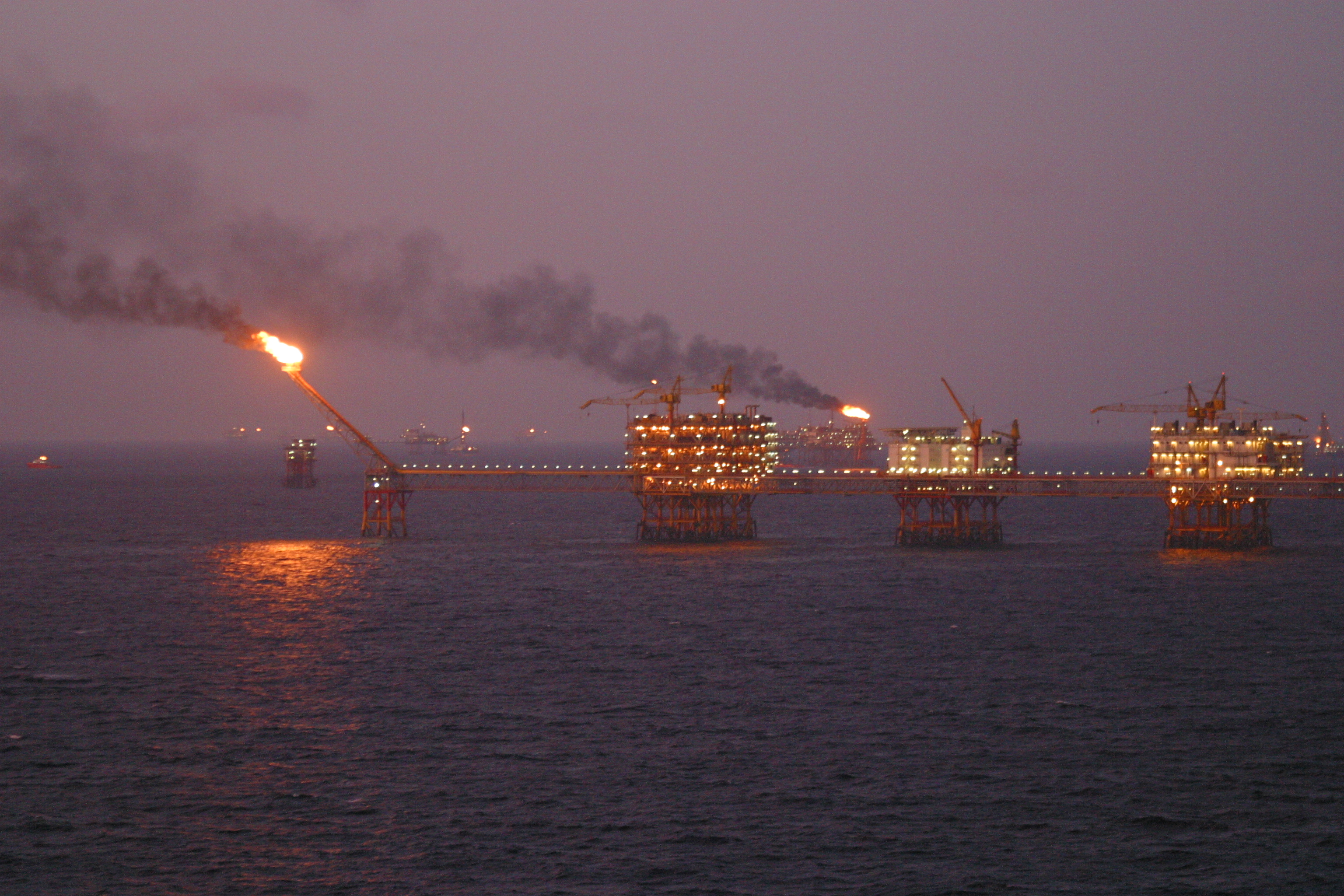
حقل لاستخراج النفط من البحر أمام ساحل فيتنام.

حقل نفط هو مكان يكثر فيه آبار النفط لاستخراج النفط الخام من باطن الأرض. تصل مقاييس حقل النفط أحيانا بطول عدة مئات الكيلومترات كما في السودان تحت الأرض. تنصب عليها أبراجا لحفر آبار لاستخراجه. تنصب على حقل البترول منشآت للاستخراج، والتكرير، والتصنيع ونقل النفط. ويوجد نحو 43.000 من حقول البترول معروفة في العالم. ويعتقد أن نحو 94% من من كمية النفط في العالم قد تم العثور عليها، وهي تتركز في نحو 1500 حقل.
وتختلف مساحة حقل النفط وتبلغ بين عدة هكتارات إلى عدة آلاف الكيلومترات المربعة. وعلى سبيل المثال يمتد الحقل الكبير حقل الغوار في المملكة العربية السعودية ويشمل نحو 3000 كيلومتر مربع.
وتوجد نحو 22% من احتياطي البترول في العالم (في أوروبا 90%) تحت سطح البحر وهي تستدعي مجهودات كبيرة لاستغلالها. وعلى مستوى العالم، فينتج نحو ثلث كمية البترول المستخرجة من منصات لاستخراجه من تحت سطح البحر.

## أكبر حقول النفط
أكبر حقول النفط في العالم بالتريب من الأكبر إلى الأصغر:
| الاسم          | المكان                   | ملاحظات               |
| -------------- | ------------------------ | --------------------- |
| حقل الغوار     | المملكة العربية السعودية | إنتاج متراجع          |
| القرنة 2       | العراق                   | إنتاج يمكن زيادته     |
| برقان          | الكويت                   | إنتاج متراجع          |
| صفانية-خاجري   | المملكة العربية السعودية | إنتاج متراجع          |
| رميلة          | العراق                   | قل الإنتاج بسبب الحرب |
| بوليفار كوستال | فنزويلا                  | إنتاج غير معروف       |
| ساموتلار       | كازاخستان                | إنتاج يمكن زيادته     |
| كركوك          | العراق                   | قل الإنتاج بسبب الحرب |
| بري            | المملكة العربية السعودية | إنتاج متراجع          |
| مانيفة         | المملكة العربية السعودية |                       |
| شايبة          | المملكة العربية السعودية | إنتاج متراجع          |

حقل كاريوكا البرازيل (لم يستغل بعد).
تشكل تلك الحقول 12% من الاحتياطي المعروف في العالم، بحسب إحصاء 2007.